# 神奈川県立伊勢原高等学校
神奈川県立伊勢原高等学校（かながわけんりついせはらこうとうがっこう）は、神奈川県伊勢原市に所在する公立の高等学校。通称「伊勢高」。
最寄り駅の小田急伊勢原駅から、徒歩で14分のところにある。

## 設置学科
- 全日制課程 普通科
- 定時制課程 普通科

## 沿革
- 1928年（昭和3年）5月21日 - 私立伊勢原実科女学校として、伊勢原町伊勢原大福寺において開校
- 1929年（昭和4年）4月13日 - 中郡伊勢原町に移管、伊勢原高等女学校として開校認可[1]。
- 1930年（昭和5年）
  - 1月8日 - 伊勢原尋常高等小学校校舎の一部へ移転する
  - 5月20日 - 現在地に校舎新築移転、この日を開校記念日とする
- 1937年（昭和12年）11月1日 - 伊勢原町、大山町、及び高部屋、比々多、成瀬、大田、岡崎、各村の学校組合に移管される[2]
- 1941年（昭和16年）4月1日 - 学級増認可され、8学級定員400名になる
- 1943年9月1日　中郡相川村が学校組合へ加入する
- 1944年3月30日　中郡城島村が学校組合へ加入する
- 1945年4月1日　学級増認可され、12学級定員600名になる
- 1948年4月1日　学制改革により神奈川県伊勢原高等学校と改称。定時制の課程（夜間）の設置
- 1949年1月1日　県に移管、神奈川県立伊勢原高等学校と改称
- 1950年
  - 4月1日　定時制の課程（昼間女子）併置
  - 5月27日　講堂新築落成、創立20周年記念式典挙行
- 1952年2月20日　校歌を制定する
- 1954年
  - 4月1日　定時制の課程（昼間女子）を廃し、別科（家庭科）を併置
  - 11月26日　創立25周年記念式及び図書館落成祝賀式を挙行
- 1956年12月1日　校地拡張
- 1958年
  - 4月1日　全日制の課程定員50名増。別科1年の募集停止
  - 5月1日　学則改正、別科2年を普通科2年に編入。全日制の課程定員400名となる
  - 9月4日　校地拡張
  - 10月17日　創立30周年記念式典挙行
  - 11月1日　弓道場、物置、自転車置き場など改築落成
- 1962年1月30日　本館鉄筋コンクリート造3階建校舎落成
- 1963年5月14日　運動場用地（10.835.29m2）買収完了
- 1964年12月28日　体育館兼講堂新築落成
- 1972年4月1日　男女共学化

## 校訓
校訓「自立、友愛」を刻んだ石碑が構内にある。

## 部活動
女子バレーボール部が強豪である。

### 女子バレーボール部
- 春の高校バレー 18回出場
- 高校総体 17回出場

## 交通
- 小田急小田原線伊勢原駅 から徒歩14分

## 著名な出身者

### 芸術・文化・芸能
- SUGIZO（ギタリスト・ヴァイオリニスト・音楽プロデューサー：LUNA SEA／X JAPAN）
- 真矢（ドラマー：LUNA SEA）
- 小雪（女優）

### スポーツ
- 重田征紀（サッカー選手）
- 古谷ちなみ（バレーボール選手）